# Pastourelle (Bouguereau)
Pour les articles homonymes, voir Pastourelle (homonymie).
Pastourelle est un tableau réalisé par le peintre français William Bouguereau en 1889. Cette huile sur toile est le portrait d'une jeune bergère exécuté dans le style académique de l'artiste. Debout devant un paysage montagneux où paît un troupeau de vaches, la jeune fille est représentée pieds nus et un bâton à la main. L'œuvre est conservée au Philbrook Museum of Art à Tulsa, dans l'État américain de l'Oklahoma.